# Wanderers Grounds
Il Wanderers Grounds è uno stadio situato ad Halifax, in Canada. Ospita le partite casalinghe della squadra di calcio dell'HFX Wanderers.

## Storia
Nel giugno del 2017 la società Sports & Entertainment Atlantic cominciò a trattare con il consiglio comunale di Halifax, per ricevere l'autorizzazione a realizzare uno stadio per il calcio all'interno del parco cittadino di Halifax Common, in una sua sezione che fin dalla fine del XIX secolo era stata utilizzata come campi sportivi. L'approvazione definitiva arrivò il 25 aprile del 2018, consentendo così l'iscrizione di un club cittadino alla neonata Canadian Premier League. L'accordo prevede che la società debba pagare 1.200 dollari alla municipalità per ogni evento ospitato nell'impianto, che tutti gli eventi si debbano concludere entro le ore 23:00 e che l'impatto visivo dalle strade circostanti il parco debba essere minimo. Tale accordo, con scadenza al termine della stagione 2021, è stato prorogato il 25 ottobre dello stesso anno fino all'aprile 2024, con la possibilità di essere automaticamente esteso per un'ulteriore stagione.

## Caratteristiche

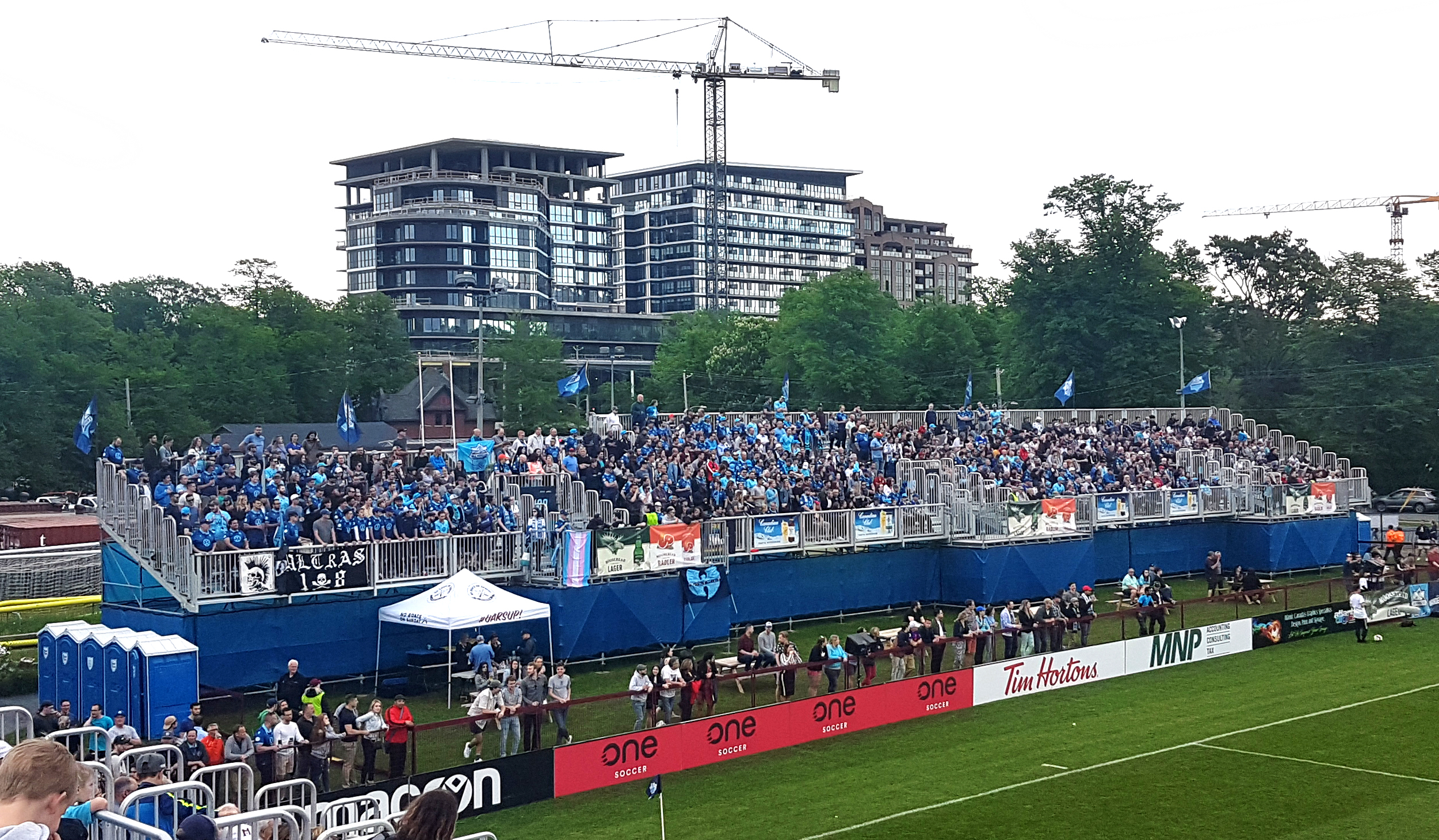
The Kitchen

La tribuna principale si sviluppa sul versante nord, sul lato lungo del campo. Un'altra tribuna si trova sul versante est, è destinata al tifo organizzato locale ed è colloquialmente soprannominata the kitchen, la cucina. Sugli altri due lati sono presenti i locali tecnici, gli spogliatoi ed alcune attività commerciali in concessione.
L'impianto può ospitare circa 6.200 tifosi, ma essendo una struttura modulare può essere facilmente ampliata.
Tutte le strutture possono essere completamente smontate al termine di ogni stagione.